# Дьомін Іван Олександрович
Іва́н Олекса́ндрович Дьо́мін (* 2 грудня 1989) — український спортсмен-гирьовик, майстер спорту.
Входить до складу резерву Національної збірної України з гирьового спорту.

## Досягнення
- 2011 — чемпіон світу серед юніорів у двоборстві, Афіни
- 2011 — переможець фіналу Кубка України серед чоловіків, Харків
- 2010, Тернопіль, 2011, Кіровоград — чемпіон України серед юніорів у двоборстві,
- 2012, 2013 — переможець чемпіонатів МВС України у двоборстві,
- діючий рекорд України з гирьового спорту серед юніорів у сумі двоборства — 267 підйомів 32-кг гир вагою 32 к: 107 поштовхів та 160 ривків, встановлений 2011 року на Кубку України в Харкові.